# Binh Thuan (provincie)
Binh Thuan (vietnamsky Bình Thuận) je provincie na jihu Vietnamu. Žije zde přes 1 milion obyvatel, hlavní město je Phan Thiet. Provincie je proslulá krásnými plážemi a přírodními scenériemi. Je zde také velké množství archeologických nalezišť.

## Geografie
Provincie leží na jihu Vietnamu blízko ústí řeky Mekong. Sousedí s provinciemi Ba Ria-Vung Tua, Dong Nai, Lam Dong a Ninh Thuan.